# اینها بابکوا

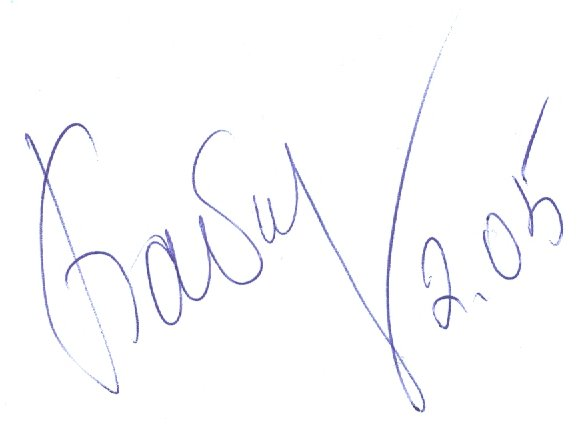
امضای اینها بابکوا

اینها بابکوا (انگلیسی: Inha Babakova؛ زادهٔ ۲۶ ژوئن ۱۹۶۷) ورزشکار پرش ارتفاع اهل اوکراین است.
وی در مسابقات کشوری و بین‌المللی در مجموع برندهٔ ۱ مدال طلا، ۴ مدال نقره، ۴ مدال برنز شده‌است.